# Hoa hồng xanh

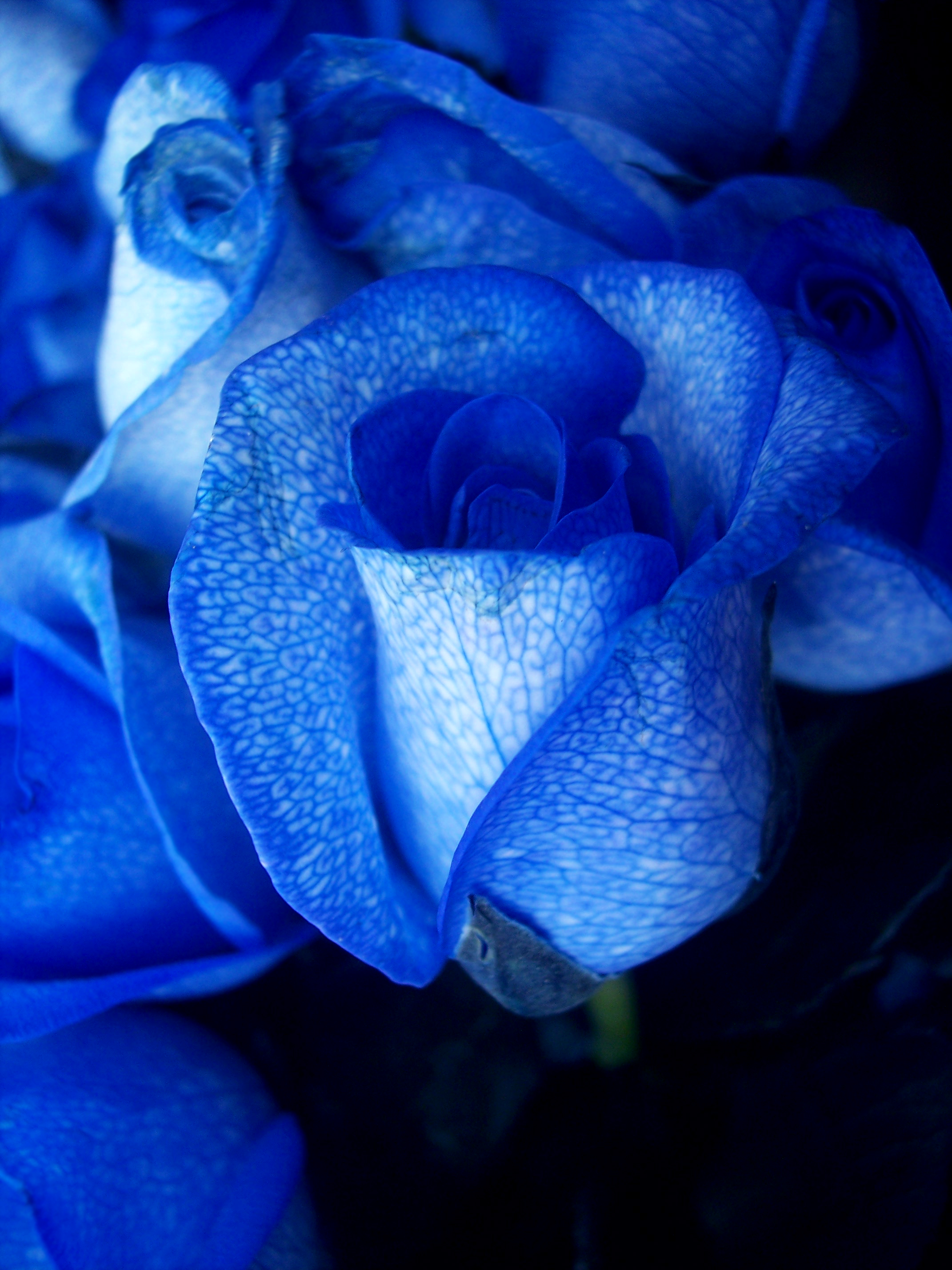
Hoa hồng xanh được tạo ra bằng cách tô màu hoa hồng trắng nhân tạo.

Hoa hồng xanh là một loài hoa thuộc chi Rosa (họ Rosaceae) biểu hiện sắc tố từ xanh đến tím thay vì các màu đỏ, trắng hoặc vàng phổ biến hơn. Hoa hồng xanh thường được sử dụng để tượng trưng cho tình yêu bí mật hoặc không thể đạt được. Vì những hạn chế di truyền nên chúng không tồn tại trong tự nhiên. Nhưng đến năm 2004, các nhà nghiên cứu đã sử dụng chỉnh sửa gen để tạo ra hoa hồng có chứa sắc tố màu xanh delphinidin. Cái gọi là "hoa hồng xanh" đã được nhân giống bằng các phương pháp lai thông thường, nhưng kết quả như là một "Mặt trăng xanh", màu hoa được mô tả chính xác là màu hoa cà.

## Nhuộm hoa hồng
Hoa hồng xanh không tồn tại trong tự nhiên, vì hoa hồng thiếu gen cụ thể có khả năng tạo ra màu "xanh thật", nên hoa hồng xanh được tạo ra theo cách truyền thống bằng cách nhuộm hoa hồng trắng. Trong một cuốn sách có tựa đề Kitāb al-filāḥah được viết bởi Ibn al-'Awwām al-Ishbīlī  bằng tiếng Ả Rập vào thế kỷ 12, được dịch sang tiếng Pháp bởi JJ Clement là Le livre de l'agricocate, có các tài liệu tham khảo về hoa hồng có màu xanh da trời. Những bông hồng xanh này được tạo ra bằng cách đặt thuốc nhuộm màu xanh vào vỏ rễ.

## Hoa hồng biến đổi gen

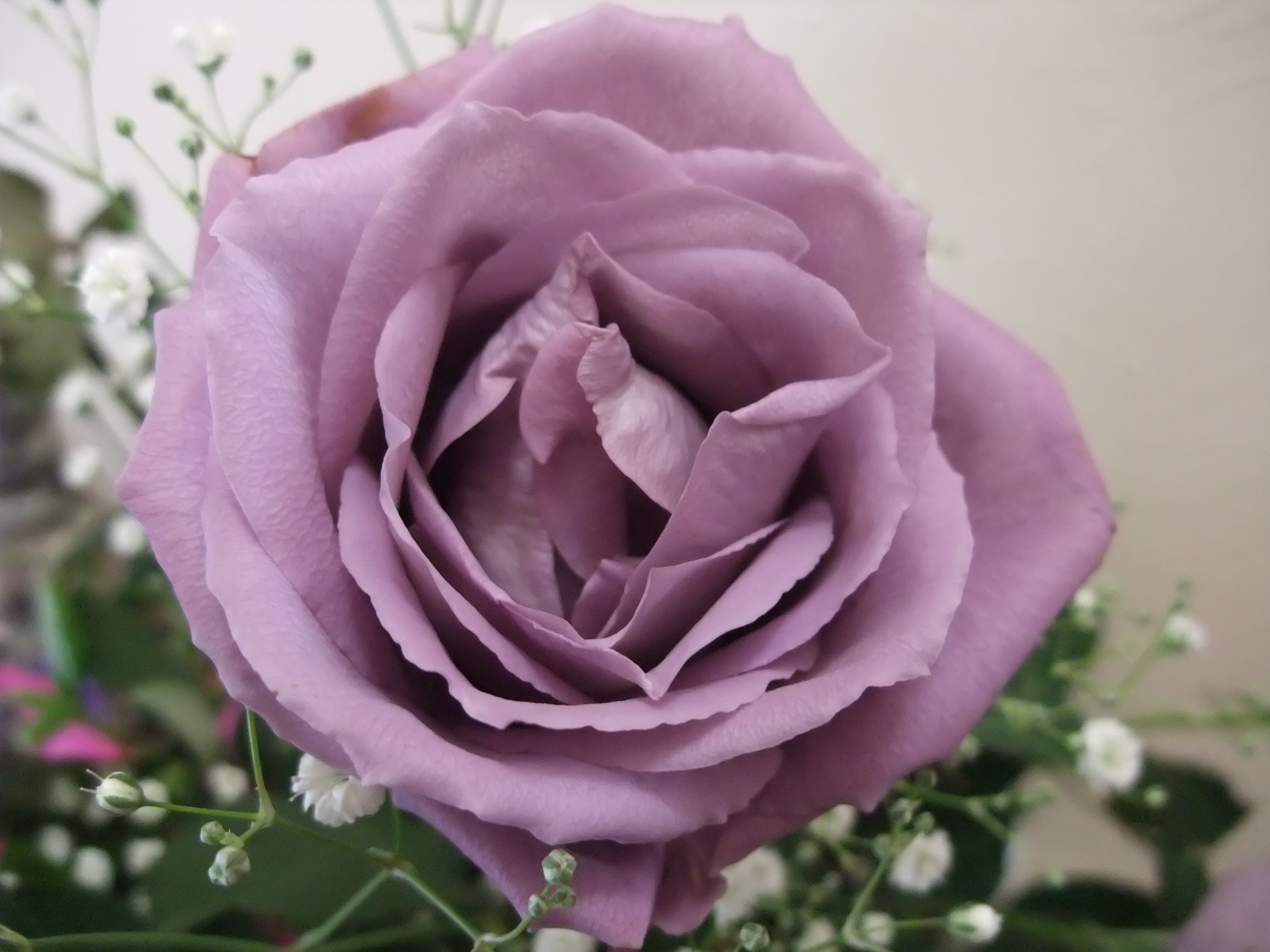
Hoa hồng "xanh"

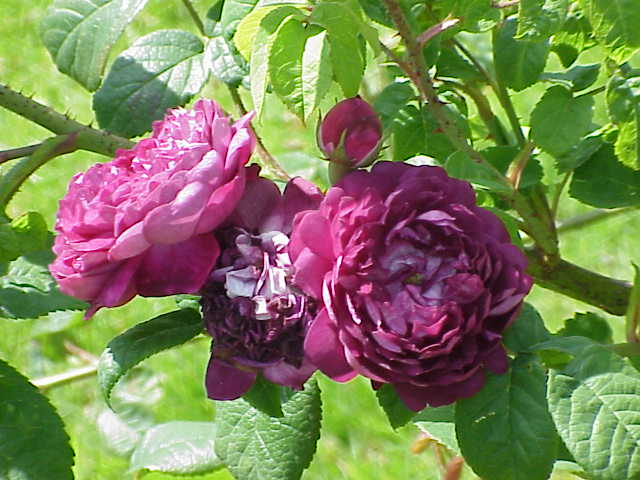
Hoa hồng Rosa 'Cardinal de Richelieu', được sử dụng cho các thí nghiệm kỹ thuật di truyền đầu tiên

Các nhà khoa học vẫn chưa tạo ra một bông hồng có màu xanh thực sự; tuy nhiên, sau mười ba năm nghiên cứu hợp tác bởi một công ty Úc, Florigene và một công ty Nhật Bản là Suntory, một loại hoa hồng có chứa sắc tố màu xanh delphinidin đã được tạo ra vào năm 2004 bằng kỹ thuật di truyền từ bông hồng trắng. Công ty và báo chí đã mô tả nó như một bông hồng xanh, nhưng nó có màu hoa oải hương hoặc màu hoa cà nhạt.
Kỹ thuật di truyền liên quan đến ba thay đổi - thêm hai gen và can thiệp vào một gen khác. Đầu tiên, các nhà nghiên cứu đã chèn một gen cho sắc tố xanh delphinidin nhân bản từ păng-xê vào trong hoa hồng Old Garden màu đỏ tía "Cardinal de Richelieu", kết quả là một bông hồng burgundy sẫm màu. Các nhà nghiên cứu sau đó dùng kỹ thuật can thiệp RNA (RNAi) làm suy giảm tất cả sự sản xuất màu khác của các gen nội sinh bằng cách ngăn chặn một protein quan trọng trong sản xuất màu, được gọi là dihydroflavonol 4-reductase (DFR), và thêm một biến thể của protein đó sẽ không bị RNAi chặn nhưng điều đó sẽ cho màu của delphinidin hiển thị. Nếu chiến lược hoạt động hoàn hảo, theo lý thuyết, nó có thể tạo ra một bông hồng xanh thực sự. Tuy nhiên, RNAi đã không hoàn toàn loại bỏ hoạt động của DFR, bông hoa thu được vẫn tạo ra một số màu sắc tự nhiên của nó, và do đó tạo nó có một màu xanh nhuốm màu đỏ – màu cẩm quỳ hoặc oải hương. Ngoài ra, cánh hoa hồng có tính axit cao hơn cánh hoa păng-xê và păng-xê delphinidin trong hoa hồng chuyển gen bị suy giảm do tính axit trong cánh hoa hồng. Vì vậy, làm sâu sắc thêm màu xanh lam sẽ đòi hỏi phải sửa đổi thêm, bằng cách nhân giống truyền thống hoặc kỹ thuật di truyền hơn nữa để làm cho hoa hồng ít axit hơn.
Kể từ năm 2008, hoa hồng GM đã được trồng trong các đợt thử nghiệm tại tổ chức hạt giống Martino Cassanova ở Nam Hampshire, theo phát ngôn viên của công ty Atsuhito Osaka. Suntory được báo cáo là đã bán 10.000 bông hồng xanh tại Nhật Bản vào năm 2010. Giá từ 2.000 đến 3.000 Yen hoặc 22 đến 35 đô la Mỹ một thân. Công ty tuyên bố doanh số bán hàng ở Bắc Mỹ bắt đầu vào mùa thu năm 2011.

## Ý nghĩa văn hóa
Do sự vắng mặt trong tự nhiên của hoa hồng xanh, chúng đã trở thành biểu tượng cho sự bí ẩn và khao khát đạt được điều không thể, với một số nền văn hóa cho đến nay có thể nói rằng, người nắm giữ một bông hồng xanh sẽ được tôn trọng.
Trong văn học, chúng xuất hiện:

Hiệu kỳ Novosedly nad Nežárkou

- Trong vở kịch The Glass Menagerie của Tennessee Williams, với Jim có biệt danh Laura "Hoa hồng xanh" sau khi nghe nhầm cô giải thích rằng cô đã ra khỏi trường với bệnh viêm màng phổi.[14]
- Trong bài hát "Hoa hồng xanh" của Joni Mitchell, nói về những khả năng xấu xa của điều huyền bí, trong album Mây năm 1969 của cô (album Joni Mitchell).
- Trong A Song of Ice and Fire của George RR Martin, khi Hoàng tử Rhaegar Targaryen trao vương miện hoa hồng như vậy cho Lady Lyanna Stark.
- Trong bộ phim "Kẻ trộm thành Bát-đa" (The Thief of Bagdad, phim năm 1940), nơi họ khiến bất kỳ ai hít phải mùi hương của mình để quên đi mọi thứ.
- Trong Twin Peaks của David Lynch, trong phần mô tả một loạt các vụ án tối mật liên quan đến siêu nhiên.
- Hoa hồng xanh được dùng làm hình ảnh trong hiệu kỳ tại Novosedly nad Nežárkou, Jindřichův Hradec, Nam Bohemia, Cộng hòa Séc